# Thumatha infantula
Thumatha infantula là một loài bướm đêm thuộc phân họ Arctiinae, họ Erebidae.